# Lítla Dímun
Lítla Dímun (far.  wym. [lʊitla dʊimʊn], duń. Lille Dimon) – wyspa wulkaniczna na Morzu Norweskim, która stanowi część archipelagu Wysp Owczych – terytorium zależnego Danii. Jest to jedyna bezludna wyspa tego archipelagu, będąca jednocześnie najmniejszą z nich pod względem zajmowanej powierzchni – 82 ha. Lítla oznacza Mała, Dímun zaś, według wielu, posiada w sobie celtycki przedrostek di, który oznaczać miał Dwa. Nazwę wyspy przetłumaczyć można by więc, jako Mniejsza z Dwóch, co odnosiłoby się do wyspy sąsiedniej Stóra Dímun (Większa z Dwóch).

## Geografia
Wyspa przypomina nieco ścięty stożek – z płaskiej powierzchni na szczycie w kierunku Oceanu opadają strome zbocza, w wielu miejscach niemal pionowe. Stoki owe utrudniają znacząco dotarcie na wypłaszczenie na szczycie, uczynić to można jedynie w kilku miejscach, zwykle przy pomocy specjalistycznego sprzętu wspinaczkowego. Najwyższy punkt wyspy to Rávan, mierzący 414 m n.p.m..

### Położenie
Wyspa Lítla Dímun otoczona jest wodami fiordu-cieśniny Suðuroyarfjørður. Na północy względem niej znajduje się Stóra Dímun, a dalej Skúvoy oraz Sandoy, na południu zaś oraz na zachodzie Suðuroy. Na wschód od wyspy rozpościera się Ocean Atlantycki. Najbliższym lądem jest wspominana Stóra Dímun, leżąca ok. 5 km w linii prostej od Lítla Dímun.

## Historia
Pierwszy raz wyspa wzmiankowana jest w Sadze o Wyspach Owczych (Færeyinga Saga), datowanej na wiek XIII, opisującej jednak wydarzenia z przełomu X i XI wieku. Latem 1004 roku przybyć miał tam Sigmund Brestisson, uznawany za tego, który zaprowadził chrześcijaństwo na Wyspach Owczych. Polował tam na dzikie ptactwo i zaopatrywał się w mięso owiec. W czasie wizyty na wyspie, w jej okolicach znalazła się łódź jego największego przeciwnika, pragnącego utrzymać pogaństwo, Tróndura í Gøtu. Pomiędzy niewielkimi oddziałami obu dowódców doszło do starcia – Tróndur przegrał, a na cześć zwycięzcy południowy brzeg wyspy do dziś nosi nazwę Sigmundarberg.
Na granitowym postumencie w miejscowości Hvalba znajduje się lista ludzi, którzy stracili życie na morzu oraz w pobliskiej kopalni węgla. Wśród nich znajduje się Niclas Michelsen (sierpień 1759) oraz Jens Gulaksen (październik 1817), którzy spadli do oceanu podczas wspinaczki po stromych zboczach Lítla Dímun.
Podobnie, jak wiele innych gruntów, podczas reformacji na Wyspach Owczych, ziemie Lítla Dímun przeszły w ręce króla duńskiego. Dopiero w 1851 roku mieszkańcy północnej części wyspy Suðuroy odkupili ją od Fryderyka VII za 4820 talarów duńskich. Po dziś dzień jest ona własnością 42 gospodarzy z Hvalby i Sandavík, którzy wykorzystują ją do wypasu owiec.
W roku 1918 duński szkuner, przewożący sól Caspe został zrzucony na skały wybrzeża Lítla Dímun, gdzie uległ zniszczeniu i zaczął tonąć. Sześciu załogantom udało się uciec i wspiąć po stromym zboczu wyspy, gdzie schronili się w niewielkim budynku, wykorzystywanym zwykle przez przybywających na wyspę okazjonalnie właścicieli. Załoga przetrwać musiała tam siedemnaście dni, nim nadeszła pomoc. Przeżyli dzięki łatwemu dostępowi do żywności (owce i ptaki) oraz dzięki pozostawionym w domostwie zapałkom, lampie naftowej i kocom. Jeden z rozbitków osiadł później na Wyspach Owczych.
W roku 2006 na wyspie odbył się projekt Silent Islands (Ciche Wyspy), w którym wzięło udział 28 młodych ludzi z czterech skandynawskich krajów – Grenlandii (3), Islandii (11), Norwegii (8) i Wysp Owczych (6). Nie mieli oni przez trzy dni dostępu to telewizora, laptopa, telefonu komórkowego i innych współczesnych zdobyczy technicznych. Dostali jedynie notes i ołówek, by zapisywać swoje wrażenia z pobytu na wyspie.
Jesienią roku 2010 na wyspie przez sztorm uwięzionych zostało trzydziestu ludzi, którzy próbowali zabrać stamtąd owce. Musieli przeczekać dzień nim mogli wyruszyć do domu.

## Fauna i Flora

### Dímunarseyðurin

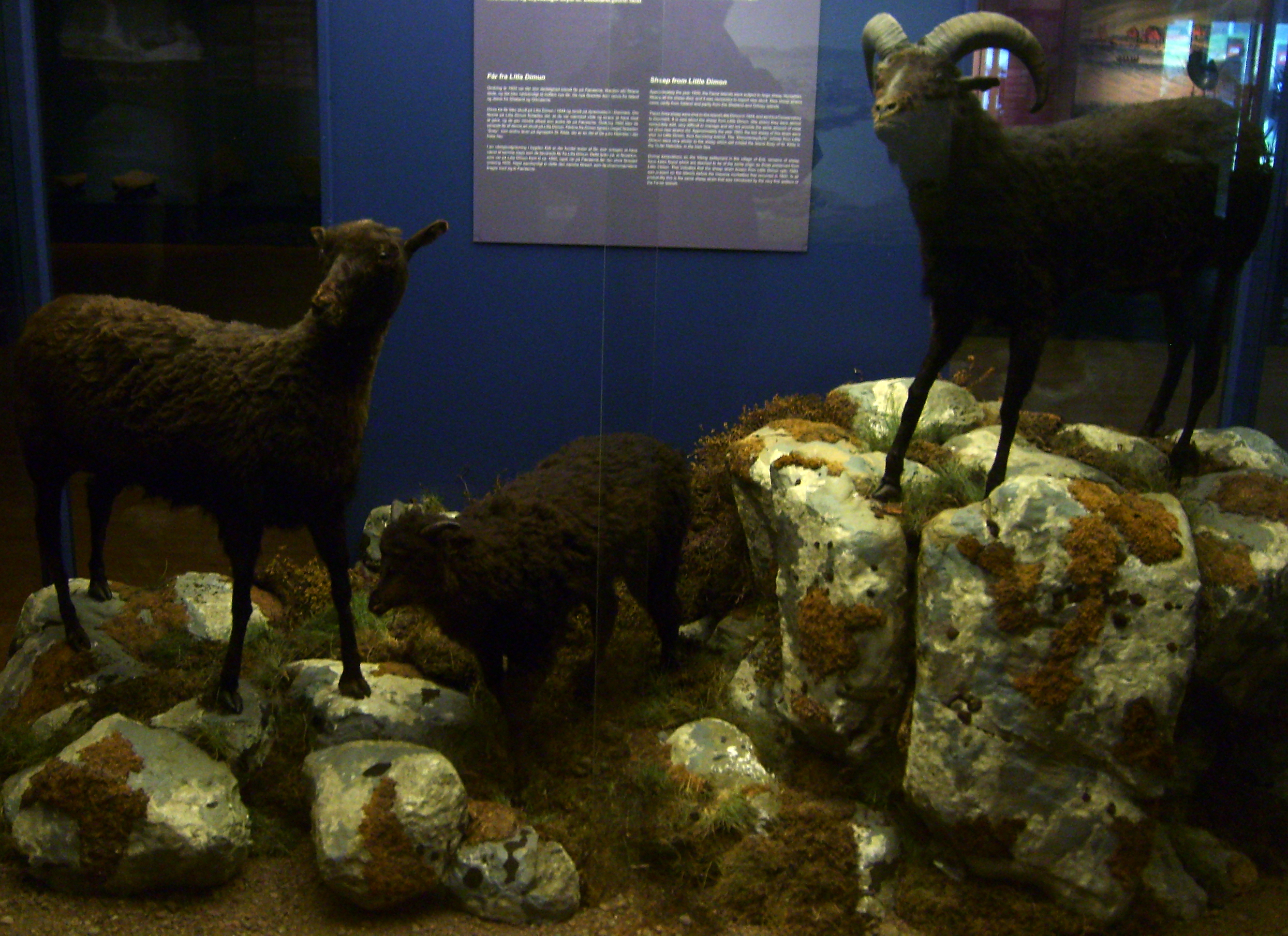
Wypchane Dímunarseyðurin w muzeum w Hoyvík

Wyspę do połowy XIX wieku zamieszkiwała rasa owiec, zwana Dímunarseyðurin. Była to dzika rasa, jak wykazały późniejsze badania, pochodząca z okresu Neolitu. Jest ona najbliżej spokrewniona z Soay, żyjącą współcześnie dziko na archipelagu St Kilda w Szkocji. Ostatnia z owiec została zabita w roku 1866. Współcześnie na wyspie żyją owce udomowione, rasy farerskiej, charakterystyczne dla całego archipelagu. W Muzeum Historycznym Wysp Owczych w Hoyvík pod Tórshavn można oglądać wypchane Dímunarseyðurin. Jedynym zwierzęciem, prócz owiec, zamieszkującym wyspę przez dłuższy czas są ptaki morskie, głównie popularne w regionie maskonury, okresowo przybywają tam też foki.

### Flora
Na wyspie, w cienkiej warstwie gleby, rośnie dziewięć gatunków roślin. Są to:
| Nazwa polska         | Nazwa łacińska         | Nazwa farerska      |
| -------------------- | ---------------------- | ------------------- |
| Gwiazdnica pospolita | Stellaria media        | Opinekruarvi        |
| Karmnik rozesłany    | Sagina procumbens      | Jarðlagdur krásarvi |
| Kłosówka wełnista    | Holcus lanatus         | Ullhært legugras    |
| Kostrzewa czerwona   | Festuca rubra          | Reyðvingul          |
| Maruna nadmorska     | Matricaria maritima    | Hálshvít baldursbrá |
| Rogownica pospolita  | Vanligt høsnagras      | Cerastium fontanum  |
| Warzucha lekarska    | Cochlearia officinalis | Læknaeirisgras      |
| Wiechlina roczna     | Poa annua              | Árshúsagras         |
| Wiechlina zwyczajna  | Poa trivialis          | Rísið húsagras      |